# Bitka pri Kondurči
Bitka pri reki Kondurči v sedanji Samarski regiji  v Rusiji  je bila velika bitka, ki je potekala 18. junija 1391 med vojskama Timurlenka in Zlate horde pod poveljstvom kana  Toktamiša na bregu reke Kondurče. Bitka se je končala s popolnim Toktamiševim porazom in begom preko Volge in nato v Litvo.

## Raziskave
Ruski znanstveniki, ki so preučevali posledice bitke, med njimi  M.I. Ivanin,  A.J. Jakuboski, G.V. Vernadski,  M.G. Safargalijev, L.N. Gumilev, A.H. Halikov in R.H. Barjev,  so ogotovili, da je bitka igrala ključno vlogo v zgodovini Zlate horde in Srednjega Povolžja.  Nekateri drugi raziskovalci, na primer V.L. Jegorov, trdijo, da bitka ni bila tako zelo pomembna, ker je bil  gospodarski položaj Zlate horde kljub porazu še vedno velik in se je Toktamiš obdržal  na oblasti.
Sodobne raziskave znanstvenikov I.M. Mirgalejeva in F.M. Ibjatova, ki so pokazale, da je bitka pomenila začetek propada  Zlate horde, so pritegnile pozornost tudi sodobnih evropskih in ameriških zgodovinarjev.

## Ozadje
Mlademu  in sposobnemu Toktamišu je po bitki pri Kulikovu leta 1380 s Timur Lenkovo podporo uspelo prevzeti oblast v celi Zlati hordi. Toktamiš se je naslednjih nekaj let ukvarjal predvsem z notranjimi zadevami in gospodarskimi in vojaškimi reformami. Ko se je Zlata horda opomogla od posledic notranjih sporov, se je Toktamiš začel aktivno ukvarjati z zunanjo politiko in skušal obnoviti nekdanji vpliv Zlate horde. Na severu je opravil več uspešnih pohodov na rusko ozemlje in ga pokoril, na jugu pa je bilo stanje bolj resno, ker je tam vladal njegov pokrovitelj Timurlenk.  Leta 1385 se je kljub temu odpravil na Kavkaz in sprožil vojno s Timurlenkom.
V prvih štirih letih vojne ni nobena stran dosegla kakšnega velikega  uspeha,  potem pa se je Toktamiševa ogromna  vojska postopoma razpršila in se s Kavkaza umaknila v Povolžje. Timurlenkova vojska je na začetku leta 1391 vdrla na ozemlje Zlate horde in junija prišla v stik s Toktamiševo vojsko. Sledila je odločilna bitka. Po Šarif Ad Dinovih poročilih Toktamiš ni bila povsem pripravljen na Timurlenkov napad. Njegova vojska se je začela umikati proti jugu in poskušala pobegniti preko Volge, vendar jo je med prečkanjem reke Kondurče dohitela Timurlenkova vojska. 

## Številčnost armad
Obe vojski so bili po takratnih merilih ogromni. Iz ruskih kronik, v katerih podatki temeljijo verjetno na  Karasapkajskem napisu, nekateri zgodovinarji sklepajo, da je Timurjeva vojska štela 300.000-400.000 mož, ker z manjšo vojsko ne bi mogel osvojiti Zlate horde.
Toktamiševa vojska je bila še večja. Šarafaddin Jazdi je o njej zapisal: »Ko so vojaki obeh strani postavili svoje bojne linije drug proti drugemu, je Toktamiševa vojska na levem in desnem boku obdajala Timurjevo vojsko«.

## Bitka
Tudi perzijski viri omenjajo, da je bila Toktamiševa vojska številčnejša od Timurjeve. 
Bitko so podrobno so podrobno opisali Nizam al-Din Šami, Šaraf al-Din Jazdi in Mirhond. Številni zgodovinarji so, očitno po pomoti, v bitko vključili nekaj dejanj iz drugih bitk med Toktamišem in Timurlenkom:  tereške leta 1395 ali sejhunske spomladi leta 1389. Nekaj zgodovinarjev trdi, da je bitka trajala tri dni in ne samo en dan, kot meni večina.
Timurjeva vojska je imela dobro oboroženo in usposobljeno pehoto, močan center in mnogo boljšo organizacijo kot vojska Zlate horde, kar je vplivalo na izid bitke. Razdeljena je bila na sedem enot, od katerih sta bili dve v rezervi in pod neposrednim Timurjevim poveljstvom. Pehota na bojišču je bila zaščitena z jarki in velikimi ščiti. Centru je poveljeval mirza Sulejmanšah, enotam za njim Mohamed Sultan, desnemu krilu mirza Miranšah in levemu krilu mirza Omar Šejk. 
Na začetku bitke je vojska Zlate horde poskušala obkoliti sovražnika z bokov, vendar so bili vsi njihovi napad odbiti in so se končali z begom. Timurjeva vojska je nato prešla v ofenzivo, pognala nasprotnika v beg in begunce zasledovala do Volge več kot 200 km daleč. Bitka je bila zelo huda in krvava. Vojska Zlate horde je bila popolnoma uničena, Toktamišu pa je uspelo pobegniti. 

## Izgube
Izgube so bile na obeh straneh ogromne. Mohamed Bin Mohamed Odrinski je ocenil, da je Toktamiševa vojska izgubila več kot 100.000 mož. V perzijskih virih je bila Timurjeva zmaga  opevana v hvalnicah, v katerih omenjanje žrtev ni bilo primerno. Analize so pokazale, da je bilo tudi na Timurjevi strani kakšnih 100.000 mrtvih.

## Kasnejši dogodki
Timur je 26 dni slavil zmago na neskončnih zabavah. Šaraf Ad Din piše, da je »imel  v taboru toliko kot furije lepih deklet in lepih mladih  mladih moških, da je bilo samo tistih, ki jih je izbral zase, več kot 5.000«.  16. julija je z vojsko odšel v Samarkand. L.N. Gumilov je o njegovi zmagi zapisal: »Timurjeva zmaga je imela visoko ceno. To je razvidno iz dejstva, da uspeha ni nadgradil s prehodom na desni breg Volge, ampak ga je omejil na lov na pobegle Tatare in živali«.
Toktamiš je pobegnil neznano kam. O njem ni bilo nekaj časa nič slišati, ker se je očitno skrival na severu bolgarskega ozemlja.  Nekateri zgodovinarji menijo, da je njegov poraz pri Kondurči resno načel moč Zlate horde in ustvaril pogoje za osvoboditev Rusov izpod  mongolsko-tatarskega jarma. V bitki je bila poražena samo vojska in ne Zlata horda, katere potencial je bil še vedno ogromen. Toktamiš se je vrnil na oblast in ponovno zbral ogromno vojsko. Leta 1395 sta se stara nasprotnika spopadla v bitki pri Tereku, ki je bila še bolj  krvava od prejšnje. Toktamišev poraz pri  Tereku  je imel za posledico uničenje številnih mest v Zlati hordi, konec njegove vladavine in zaton Zlate horde.  